# 埃尔多拉
埃尔多拉（Eldora）是美国艾奥瓦州哈丁县的城市和县城。2010年美国人口普查时人口为2732人。

## 历史
埃尔多拉于1853年规划，于1895年7月1日成立。
埃尔多拉的名字来自当地一名母亲，以纪念她死去的女婴儿。它来自西班牙名字“镀金”。